# Кто хочет стать Максимом Галкиным?
«Кто хочет стать Максимом Галкиным?» — игровое телешоу, появившееся 1 января 2010 года на телеканале «Россия-1». Основано на формате немецкой телепередачи «5 Gegen Jauch». Россия стала второй страной, которая запустила передачу в эфир. Выходила по субботам в 22:35.
В названии этой передачи присутствует явная аллюзия на популярное телешоу «Кто хочет стать миллионером?». Намёк сделан намеренно: Максим Галкин вёл эту телепередачу семь лет.
Телепередачу «Кто хочет стать Максимом Галкиным?» вёл известный российский спортивный комментатор телеканала «Россия-2» Дмитрий Губерниев. Передача просуществовала лишь 8 месяцев. Она не стала успешной и в сентябре 2010 года её заменили другим шоу — «Десять миллионов», просуществовавшим до 2014 года.

## Правила игры
В передаче участвуют пять игроков, каждый из которых заблаговременно составляет пять вопросов на разные тематики. Наиболее сложный вопрос обозначен как «золотой». С 27 марта 2010 года во время игры Максим Галкин сам выбирает участника, с которым он будет играть. После этого участник задаёт Галкину свои вопросы. К каждому вопросу прилагается 4 варианта ответа. Если Максим даёт неверный ответ, игроку начисляются 20 000 рублей (в специальных выпусках — 25 000 рублей). В случае же правильного ответа игрок покидает шоу. Также, в телепередаче имеется призовой фонд, куда складываются все суммы проигравших участников. Победитель получает все деньги, заработанные в передаче, а также призовой фонд. Игра разделена на раунды: в каждом раунде участвует только один игрок. В случае неверного ответа на «золотой вопрос» текущая сумма на счёте участника остаётся несгораемой.

### Подсказки
Галкин имеет право 1 раз за игру воспользоваться одной из следующих пяти подсказок:
- 2 подсказки «Звонок другу». За 1 минуту он может попросить одного из зрителей, сидящего в зале, позвонить своему другу, обратившись к нему за помощью, и получить ответ.
- 2 подсказки «Помощь зала». Максим за минуту может обратиться за помощью непосредственно к любому зрителю в студии и разузнать ответ.
- «Интернет». За 30 секунд Максим должен успеть добежать до компьютера и с помощью поисковой системы «Google» найти правильный ответ.
- На «золотом вопросе» Максим не имеет права пользоваться подсказками.

## Факты
- В первых трёх выпусках, вышедших 1, 2 и 3 января соответственно, принимали участие звёзды российского шоу-бизнеса (Валерий Меладзе, Лолита Милявская, Геннадий Ветров и другие). Выигранные суммы были направлены в благотворительный фонд Чулпан Хаматовой «Подари жизнь».
- 28 марта 2010 года на Первом канале в рамках телепередачи «Большая разница» была показана пародия на шоу «Кто хочет стать Максимом Галкиным?». В качестве игроков были изображены Анатолий Вассерман, Юрий Вяземский и Борис Бурда.
- 3 июля 2010 года был показан шуточный выпуск передачи, в котором Галкин и Губерниев «поменялись местами».
- Также, летом 2010 года, Дмитрий Губерниев отсутствовал на одной из передач, вместо него ведущим был Максим Галкин, а кресло отвечающего заняла Тина Канделаки.

## Над программой работали
- Режиссёр — Татьяна Дмитракова;
- Продюсер — Сергей Кордо;
- Ведущий — Дмитрий Губерниев;
- Шеф-редактор — Ирина Благоверова;
- Оператор-постановщик — Владимир Брежнев;
- Сценарий — Рамиль Касимов;
- Оформление студии — фирма «Сцена».
- Отвечающий —  Максим Галкин (03.07.2010 — Дмитрий Губерниев; 17.07.2010 — Тина Канделаки).

## Фото

Максим Галкин — главное действующее лицо программы

## Победители российской версии игры
| Эфир               | Имя победителя  | Выигрыш          |
| ------------------ | --------------- | ---------------- |
| 1 января 2010 года | Валерий Меладзе | 250000 рублей    |
| 2 января 2010 года | Юрий Аскаров    | 325000 рублей    |
| 3 апреля 2010 года | Мурад Ярмамедов | 1 560 000 рублей |
| 29 мая 2010 года   | Людмила Нелипа  | 820 000 рублей   |